# Eva Pfaffová
Eva Pfaffová (* 10. února 1961 Königstein) je bývalá německá profesionální tenistka. Ve své kariéře vyhrála na okruhu WTA Tour pět turnajů ve čtyřhře. V rámci okruhu ITF získala jeden titul ve dvouhře a čtyři ve čtyřhře. Ve světovém tenisu na sebe nejdříve upozornila deblovými výkony. Kvalitní atletická příprava a další vyhranost postupně znamenaly prosazení se i v soutěžích dvouher.
Na žebříčku WTA byla ve dvouhře nejvýše klasifikována v listopadu 1983 na 17. místě a ve čtyřhře pak v červenci 1988 na 16. místě.
V západoněmeckém fedcupovém týmu debutovala v roce 1982 utkáním 1. kola Světové skupiny proti Portugalsku, v němž přispěla ve čtyřhře k postupu 3:0 na zápasy. Ve finále Poháru federace 1983 proti Československu vyhrála debla s Kohdeovou-Kilschovou nad dvojicí Iva Budařová a Marcela Skuherská, a to za rozhodnutého stavu. Němky tak odešly poraženy 1:2 na zápasy. V soutěži nastoupila k osmi mezistátním utkáním s bilancí 1–0 ve dvouhře a 8–1 ve čtyřhře.

## Tenisová kariéra
Na nejvyšší grandslamové úrovni si zahrála finále ženské čtyřhry Australian Open 1982. Spolu s krajankou Claudií Kohdeovou-Kilschovou z něho odešly poraženy od amerického páru Martina Navrátilová a Pam Shriverová. Jako poražená deblová finalistka skončila také na Turnaji mistryň 1983, kde s Kohdeovou-Kilschovou opět nestačily na dominantní Navrátilovou se Shriverovovou ve dvou setech.
Premiérovou trofej z okruhu WTA získala na únorovém Oakland 1983 v Oaklandu, když ve finále ženského debla s Kohdeovou-Kilschovou přehrály americko-australský pár Rosie Casalsová a Wendy Turnbullová po třísetovém dramatu 6–4, 4–6 a 6–4. Během kariéry také získala tituly z okruhu Virginia Slims, například na VS of Dallas 1988 po boku Američanky Lori McNeilové porazily americkou dvojici Gigi Fernándezová a Zina Garrisonová.
V osmifinále Canadian Open 1983 nevyužila proti Navrátilové mečbol a zápas prohrála poměrem 5–7 v rozhodujícím setu.

## Finále na Grand Slamu

### Ženská čtyřhra: 1 (0–1)
| Stav       | rok  | turnaj          | povrch | spoluhráčka                | soupeřky ve finále                 | výsledek |
| ---------- | ---- | --------------- | ------ | -------------------------- | ---------------------------------- | -------- |
| Finalistka | 1982 | Australian Open | tráva  | Claudia Kohdeová-Kilschová | Martina Navrátilová Pam Shriverová | 4–6, 2–6 |

## Finále na okruhu WTA Tour
| Legenda                                      |
| -------------------------------------------- |
| D – dvouhra; Č – čtyřhra                     |
| Grand Slam (0–1 Č)                           |
| Turnaj mistryň (0–1 Č)                       |
| Tier I / Premier Mandatory & Premier 5 (0–0) |
| Tier II / Premier (3–0 Č)                    |
| Tier III, IV & V / International (2–0 Č)     |

### Čtyřhra: 7 (5–2)
| Stav       | č. | datum              | turnaj                         | povrch      | spoluhráčka             | soupeřky ve finále                         | výsledek           |
| ---------- | -- | ------------------ | ------------------------------ | ----------- | ----------------------- | ------------------------------------------ | ------------------ |
| Finalistka | 1. | 29. listopadu 1982 | Australian Open, Austrálie     | tráva       | Claudia Kohde-Kilschová | Martina Navrátilová Pam Shriverová         | 6–4, 6–2           |
| Vítězka    | 1. | 21. února 1983     | Oakland, Spojené státy         | koberec (h) | Claudia Kohde-Kilschová | Rosie Casalsová Wendy Turnbullová          | 6–4, 4–6, 6–4      |
| Finalistka | 2. | 23. března 1983    | Turnaj mistryň, Spojené státy  | koberec (h) | Claudia Kohde-Kilschová | Martina Navrátilová Pam Shriverová         | 7–5, 6–2           |
| Vítězka    | 2. | 11. července 1983  | Freiburg, Německo              | koberec (h) | Bettina Bungeová        | Ivanna Madrugová Emilse Raponiová          | 6–1, 6–2           |
| Vítězka    | 3. | 11. dubna 1988     | Amelia Island, Spojené státy   | antuka      | Zina Garrisonová        | Katrina Adamsová Penny Bargová             | 4–6, 6–2, 7–6(7–5) |
| Vítězka    | 4. | 13. června 1988    | Eastbourne, Spojené království | tráva       | Elizabeth Smylieová     | Belinda Cordwellová Dianne Van Rensburgová | 6–3, 7–6(8–6)      |
| Vítězka    | 5. | 8. října 1990      | Curych, Švýcarsko              | tvrdý (h)   | Manon Bollegrafová      | Catherine Suireová Dianne Van Rensburgová  | 7–5, 6–4           |

## Finále na dalších okruzích
| Legenda                                    |
| ------------------------------------------ |
| D – dvouhra; Č – čtyřhra                   |
| Virginia Slims, Avon, další (1–2 D; 2–8 Č) |

### Dvouhra: 3 (1–2)
| Stav       | č. | datum            | turnaj                    | povrch      | soupeřka ve finále         | výsledek |
| ---------- | -- | ---------------- | ------------------------- | ----------- | -------------------------- | -------- |
| Finalistka | 1. | 25. ledna 1982   | Pittsburgh, Spojené státy | koberec (h) | Claudia Kohdeová-Kilschová | 6–4, 6–0 |
| Vítězka    | 1. | 15. února 1982   | Nashville, Spojené státy  | koberec (h) | Leigh-Anne Thompsonová     | 6–3, 7–5 |
| Finalistka | 2. | 4. července 1983 | Hittfeld, Západní Německo | antuka      | Andrea Temesváriová        | 6–4, 6–2 |

### Čtyřhra: 19 (9–10)
| Stav       | č. | datum              | turnaj             | povrch      | spoluhráčka             | soupeřky ve finále                     | výsledek      |
| ---------- | -- | ------------------ | ------------------ | ----------- | ----------------------- | -------------------------------------- | ------------- |
| Vítězka    | 1. | 21. července 1980  | Kitzbühel          | antuka      | Claudia Kohde-Kilschová | Hana Mandlíková Renáta Tomanová        | bez boje      |
| Vítězka    | 2. | 13. července 1981  | Kitzbühel          | antuka      | Claudia Kohde-Kilschová | Elizabeth Littleová Yvonne Vermaaková  | 6–4, 6–3      |
| Finalistka | 1. | 15. listopadu 1982 | Brisbane           | tráva       | Claudia Kohde-Kilschová | Billie Jean Kingová Anne Smithová      | 6–3, 6–4      |
| Finalistka | 2. | 22. listopadu 1982 | Sydney             | tráva       | Claudia Kohde-Kilschová | Martina Navrátilová Pam Shriverová     | 6–2, 2–6, 7–6 |
| Finalistka | 3. | 16. května 1983    | Berlín             | antuka      | Claudia Kohde-Kilschová | Jo Durieová Anne Hobbsová              | 4–6, 6–7      |
| Finalistka | 4. | 1. října 1984      | Los Angeles        | tvrdý       | Bettina Bungeová        | Chris Evert-Lloydová Wendy Turnbullová | 6–2, 6–4      |
| Finalistka | 5. | 15. října 1984     | Filderstadt        | tvrdý (h)   | Bettina Bungeová        | Claudia Kohde-Kilschová Helena Suková  | 6–2, 4–6, 6–3 |
| Finalistka | 6. | 12. listopadu 1984 | Brisbane           | tráva       | Bettina Bungeová        | Martina Navrátilová Pam Shriverová     | 6–3, 6–2      |
| Finalistka | 7. | 20. května 1985    | Lugano             | antuka      | Bettina Bungeová        | Bonnie Gaduseková Helena Suková        | 6–2, 6–4      |
| Vítězka    | 3. | 6. dubna 1987      | Hilton Head Island | antuka      | Mercedes Pazová         | Zina Garrisonová Lori McNeilová        | 7–6(8–6), 7–5 |
| Finalistka | 8. | 2. listopadu 1987  | Worcester          | koberec (h) | Bettina Bungeová        | Elise Burginová Rosalyn Fairbanková    | 6–4, 6–4      |
| Vítězka    | 4. | 8. února 1988      | Dallas             | koberec (h) | Lori McNeilová          | Gigi Fernándezová Zina Garrisonová     | 2–6, 6–4, 7–5 |